# Berkhof (Wedemark)
Berkhof ist ein Ortsteil der Gemeinde Wedemark in der niedersächsischen Region Hannover.

## Geografie
Ortsgliederung
- Berkhof
- Sprockhof
- Plumhof

## Geschichte

### Eingemeindungen
Die früher selbständigen Gemeinden Sprockhof und Plumhof wurden im Jahre 1928 in die Gemeinde Berkhof eingemeindet.
Im Zuge der Gebietsreform in Niedersachsen, die am 1. März 1974 stattfand, wurde die zuvor selbständige Gemeinde Berkhof in die Gemeinde Wedemark eingegliedert.

### Einwohnerentwicklung
| Jahr      | 1910  | 1925  | 1933  | 1939  | 1950  | 1956  | 1961  | 1970  | 1973  | 2015  | 2019  |
| --------- | ----- | ----- | ----- | ----- | ----- | ----- | ----- | ----- | ----- | ----- | ----- |
| Einwohner | 116   | 157   | 319   | 347   | 721   | 641   | 677   | 655   | 637   | 1077  | 1066  |
| Quelle    | [ 4 ] | [ 5 ] | [ 5 ] | [ 5 ] | [ 6 ] | [ 6 ] | [ 7 ] | [ 7 ] | [ 8 ] | [ 9 ] | [ 2 ] |

|  |

## Politik

### Ortsrat
Der Ortsrat verantwortet die Ortsteile Bennemühlen, Berkhof (mit Plumhof und Sprockhof) und Oegenbostel (mit Bestenbostel und Ibsingen) gemeinsam und besteht aus sieben Ratsmitgliedern der folgenden Parteien:
- WGW: 4 Sitze
- CDU: 3 Sitze

(Stand: Kommunalwahl 12. September 2021)

### Ortsbürgermeister
Der Ortsbürgermeister ist Dirk Görries (WGW). Sein Stellvertreter ist Martin Becker (CDU).

### Wappen
Der Entwurf des Kommunalwappens von Berkhof stammt von dem Heraldiker und Wappenmaler Gustav Völker, der zahlreiche Wappen in der Region Hannover erschaffen hat. Die Genehmigung des Wappens wurde durch den Regierungspräsidenten in Lüneburg am 10. Juni 1965 erteilt.
| Wappen von Berkhof | Blasonierung: „In Rot eine steigende, geschweifte Spitze, belegt mit einem grünen Birkenblatt, vorne ein silbernes S in Schwanenform, hinten die linke Hälfte eines silbernen Mühlrades.“ |
| Wappen von Berkhof | Wappenbegründung: Das in drei Felder aufgeteilte Wappen zeigt für jeden Ortsteil ein besonderes Symbol. Der Ortsteil Berkhof, der der ehemaligen Gemeinde nach der Zusammenlegung im Jahre 1928 den Namen gegeben hat, wird durch das Birkenblatt versinnbildlicht, das auf den Namen dieses Ortsteils hinweist. Im Ortsteil Sprockhof war früher eine inzwischen ausgestorbene Familie gleichen Namens ansässig, aus deren Familienwappen das schwanenhalsförmige S entnommen wurde. Der Ortsteil Plumhof wird durch das halbe Mühlrad symbolisiert, denn hier befindet sich die alte, inzwischen stillgelegte Viehbruchsmühle, eine Wassermühle. |

## Kultur und Sehenswürdigkeiten

### Friedhof
Der Friedhof Berkhof findet sich Am Wittegraben.

### Grünflächen und Naherholung

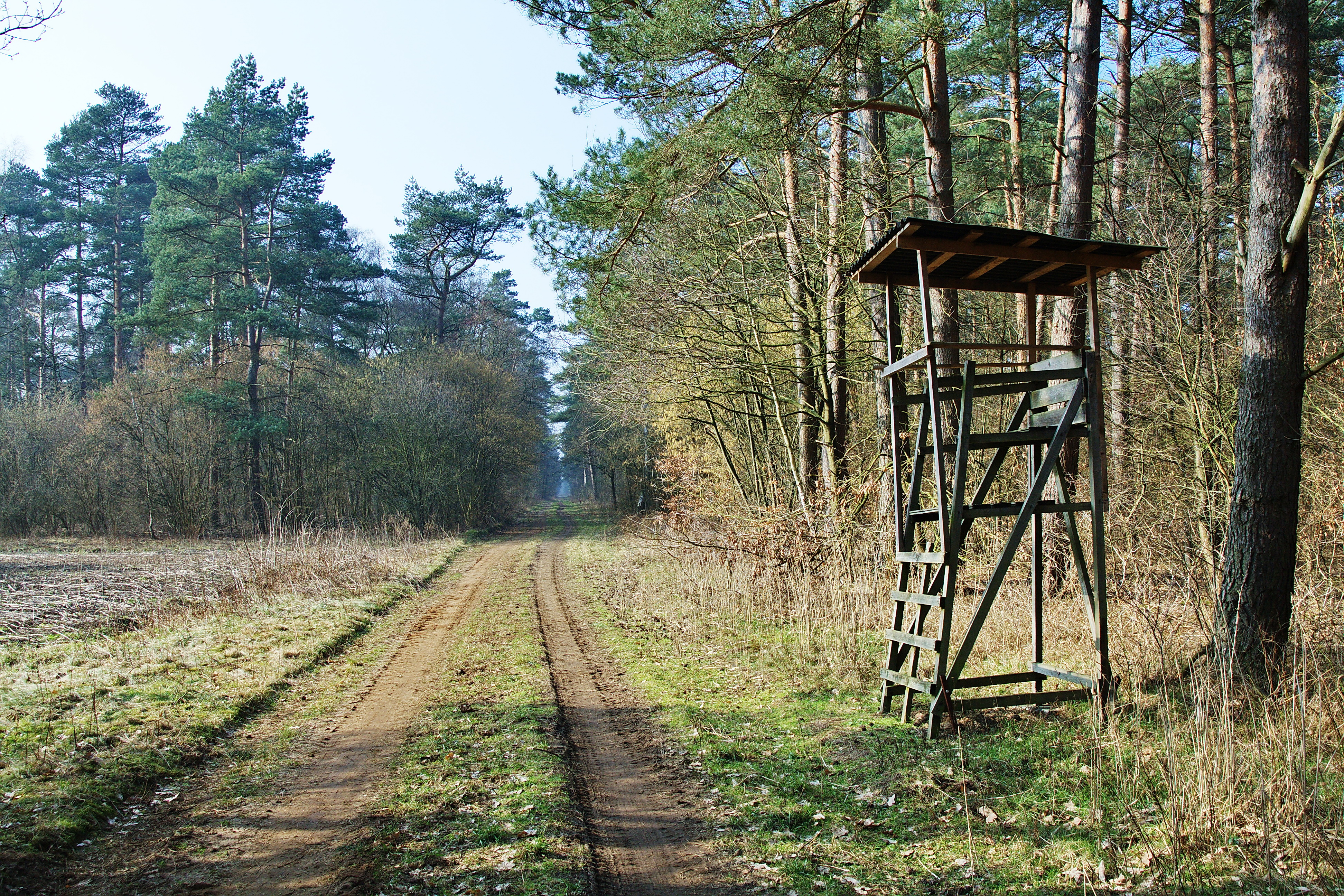
Forst Rundshorn

Der nahegelegene Forst Rundshorn mit dem Trimmpfad ist heute ein beliebtes Ausflugsziel.

## Wirtschaft und Infrastruktur

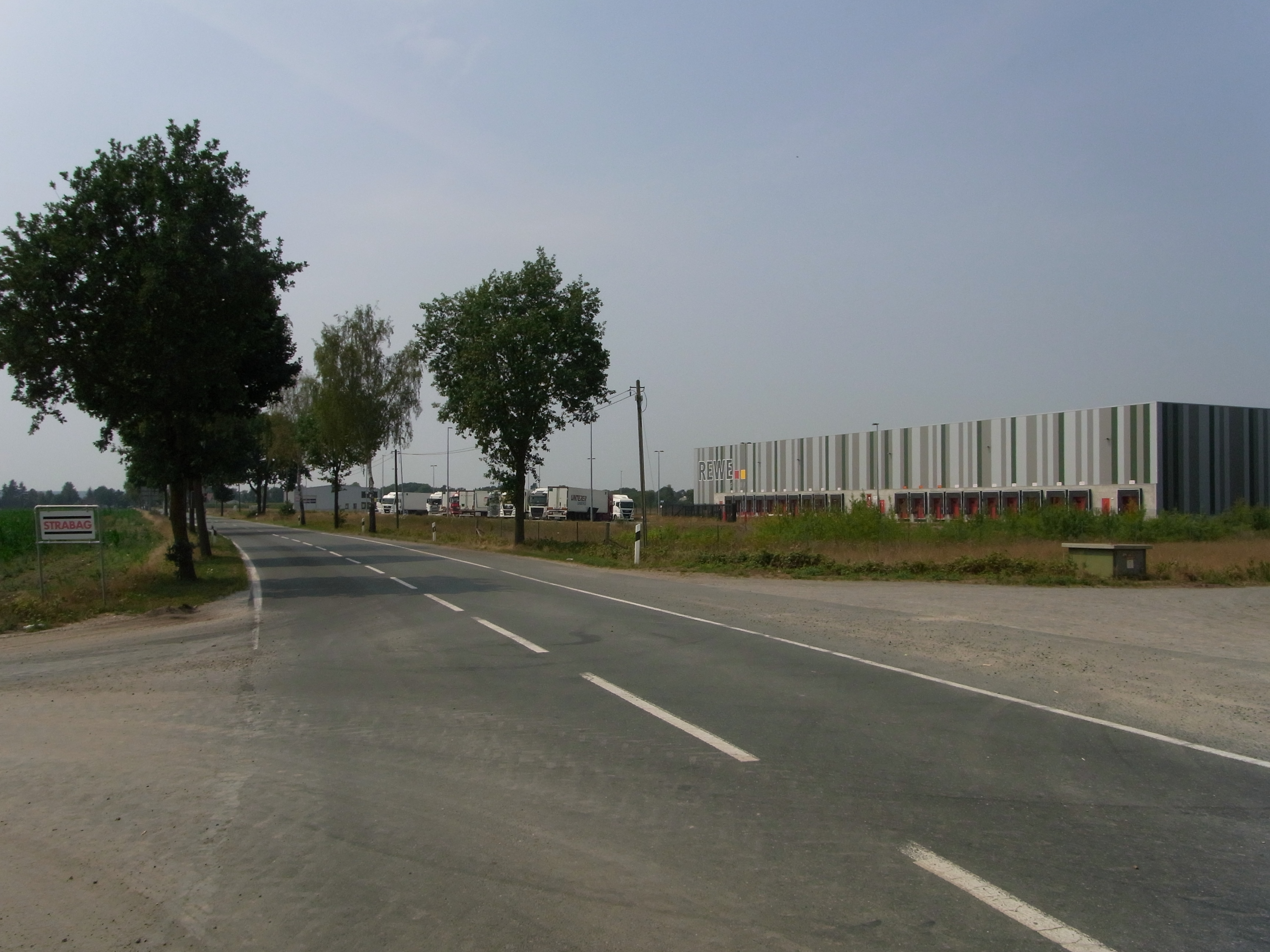
Zentrallager von REWE

Durch den Ausbau der Autobahn zwischen Hannover und Hamburg gewann der Ort später an Bedeutung. Im Zuge dieser Entwicklung wurde auch die Wirtschaft gestärkt. Wedemark-Berkhof liegt unweit der Autobahn A 7, Ausfahrt Berkhof. Hier wurde im Jahr 2016 an der Wieckenberger Straße zwischen der Autobahn und Berkhof ein Zentrallager der Rewe Group errichtet. In der Nähe verlaufen einige Bundesstraßen. Der nächste Bahnhof an der Strecke Hannover-Soltau ist Bennemühlen. Die Entfernung zum Flughafen Hannover-Langenhagen beträgt knapp 20 km.